# États esclavagistes et États libres aux États-Unis
Pour les articles homonymes, voir état esclavagiste.

Les États abolitionnistes (en bleu) et esclavagistes (en rouge) en 1861.

Un État esclavagiste est un État des États-Unis, avant 1865, dans lequel l'esclavage des Afro-Américains était légal tandis qu'il ne l'est pas dans un État libre.
Il existait des esclaves dans la plupart des États libres lors du recensement de 1840, et la loi sur les esclaves fugitifs (Fugitive Slave Act) de 1850 disposait spécifiquement qu'une personne asservie restait esclave même lorsqu'elle s'enfuyait vers un État libre. Entre 1812 et 1850, il a été jugé important que le nombre d'États libres et esclavagistes soit maintenu en équilibre, de sorte que les nouveaux États furent admis par paires.

## Chronologie
Au XVIIIe siècle, l'esclavage existait dans toutes les colonies britanniques d'Amérique du Nord.
En 1776, l'esclavage était légal dans les treize colonies d'Amérique du Nord, lorsque celles-ci ont commencé à abolir la légalité de cette pratique.
La Pennsylvanie abolit l'esclavage en 1780 et environ la moitié des États abolirent l'esclavage pendant la guerre d'indépendance des États-Unis ou dans les premières décennies du nouveau pays, bien que cela ne signifie pas toujours que les esclaves existants furent libérés. Bien que le Vermont ne fasse pas partie des treize colonies, il déclare son indépendance de la Grande-Bretagne en 1777 et limite en même temps la pratique de l'esclavage, avant d'être admis en tant qu'État en 1791. L'esclavage devient une question controversée et est un problème majeur lors de la rédaction de la Constitution américaine en 1787. C'est d'ailleurs l'une des principales causes de la guerre civile américaine en 1861 au début de laquelle on compte 19 États libres et 15 États esclavagistes. Pendant cette guerre, l'esclavage est aboli dans certaines de ces juridictions, et le XIIIe amendement de la Constitution des États-Unis, ratifié en décembre 1865, y abolit finalement l'esclavage.

## Source
- (en) Cet article est partiellement ou en totalité issu de l’article de Wikipédia en anglais intitulé « Slave and free states » (voir la liste des auteurs).